# Parornix minor
Parornix minor är en fjärilsart som beskrevs av Tosio Kumata 1965. Parornix minor ingår i släktet Parornix och familjen styltmalar. Inga underarter finns listade i Catalogue of Life.